# Prescott (Washington)
Prescott è una città degli Stati Uniti d'America, situata nello Stato di Washington, nella Contea di Walla Walla.